# Доколумбова Америка
Доколумбова Америка е период от историята на Америка, обхващащ времето до установяване на чувствително европейско влияние. Начало на периода е първоначалното заселване на двата континента, а краят му е началото на европейската колонизация, което в различни области настъпва по различно време след откриването на Америка в края на XV век.